# Hadramphus tuberculatus
Hadramphus tuberculatus (лат.) — редкий вид жуков из семейства долгоносиков (Curculionidae). Обитает в районе Крайстчерча на Южном Острове Новой Зеландии. С 1922 по 2004 год считался вымершим, затем был переоткрыт студентами.

## Описание
Длина 11,7—16,3 мм. Жук не способен к полёту. Тело тёмно-коричневое с серо-коричневыми чешуйками.
МСОП присвоил таксону охранный статус «Находящиеся на грани полного исчезновения» (CR).